# Irene Milleiro
Irene Milleiro Díaz, nacida en Pontevedra en 1976, es una activista social española, licenciada en Derecho y máster en Derechos Humanos y Democracia. Dirigió el departamento de campañas de Oxfam Intermón. Fue elegida entre las mujeres Top 100 desde el año 2014 hasta 2017. Directora de campañas de Change.org desde 2011, se convirtió en directora general para Europa de la plataforma de participación ciudadana en 2017. Desde 2022 es directora general de Ashoka España.

## Trayectoria
Irene Milleiro estudió derecho en la Universidad de Deusto y posteriormente hizo un máster de Derechos Humanos y Democracia en Italia.
Fue a Bruselas a trabajar haciendo presión en favor de las víctimas de la tortura en 2002. Allí trabajó para la Comisión Europea para la promoción de los derechos humanos y la democracia en África y para la ONG IRCT.
Volvió a España donde trabajó durante siete años para la Oxfam Intermón. En esta ONGD ejerció diversos roles de gestión de campañas de ayuda el desarrollo y relaciones institucionales.
En 2011 entró a formar parte de la plataforma de participación ciudadana Change.org, una de las mayores Web de peticiones del mundo fundada por Ben Rattray en 2007. Anteriormente, la empresa Actuable, ya había sido fundada en España en el año 2010 por Francisco Polo con la idea de dar a la ciudadanía una herramienta para cambiar las cosas. Después de la muestra de la potencia de la plataforma Change.org se fusionó con ella.
Irene Milleiro directora de campañas en España, siempre estuvo convencida del poder transformador de la ciudadanía. Según sus palabras "Todos los cambios comienzan con una sola persona plantándole cara a la injusticia". Dejó claro en más de una ocasión que la consideración de lo liderado, la participación y la velocidad de los cambios son los tres ejes del poder ciudadano que está trasformando la sociedad frente a la injusticia.
Desde abril de 2015 es la Directora Europea de la plataforma Change.org. En tres años consiguió que la plataforma superara los seis millones de personas usuarias en España. Desde Change.org, ayuda a millares de personas a utilizar la tecnología para cambiar el mundo y conseguir victorias ciudadanas en temas de diversa índole.
Comprometida con las personas LGTB y la visibilidad femenina, considera que las TIC y las redes sociales una herramienta que facilita su empoderamiento, dando visibilidad a la información y a las iniciativas relacionadas con ellas.
En 2019, Irene Milleiro fue incluida en la lista de los 50 gays más influyentes de España del año. Esta lista, elaborada por LOC (La Otra Crónica) desde hace diez años en un número especial con motivo del día del Orgullo Gay, se ha convertido en una especie de termómetro para medir los avances y las luchas del colectivo LGTBI, en el que este año figuran 13 mujeres.
Fue nombrada directora general de Ashoka en España en enero de 2022.

## Campañas
En 2010 Ndumie Funda, fue la protagonista del primer gran éxito cuando inició una petición para que el Gobierno sudafricano frenara la violación de lesbianas, y en pocos días tuvo 170 000 adhesiones. Consiguieron que las llamadas violaciones correctivas entraran en la esfera de los casos por discriminación e incitación al odio en la legislación sudafricana.
En España:
- 427 286 firmas recogidas para que la tragedia del Madrid Arena (2012) no se volviera a repetir. La Comunidad de Madrid modificó la Ley de Espectáculos Públicos aumentando las sanciones a los infractores.[12]
- 166 064 firmas recogidas para endurecer las penas contra el maltrato animal en Galicia. El parlamento autonómico aprobó una nueva ley en 2014 con multas de hasta 30 000 euros.
- 300 660 firmas recogidas para lograr precios justos para los libros de texto. Una ley orgánica recoge ahora la opción de préstamo gratuito.

## Reconocimientos
- Premios Top 100 en 2015, 2016 y 2017.[13][14]

- Premio Mujeres a seguir 2017.[15][16]